# Michel Adanson
Michel Adanson (n. 7 aprilie 1727, Aix, Franța – d. 3 august 1806, Paris, Primul Imperiu Francez) a fost un naturalist, botanist, etnolog și micolog francez. Abrevierea numelui său în cărți științifice este Adans..

## Biografie
A studiat teologia, limbile clasice și filozofia la Paris, înainte de a pleca în Senegal, unde a locuit câțiva ani. S-a întors cu o vastă colecție de plante, specimene care se află acum în Muzeul de Istorie Naturală din Paris. În "Familii de plante" ("Familles naturelles des plantes, 1763), descrie sistemul său de clasificare, contestat de Carl Linné, al cărui sistem a fost adoptat, în cele din urmă. A fost primul care a clasificat moluștele. De asemenea, a studiat proprietățile electrice ale peștilor-torpilă și efectele curentului electric în regenerarea pcioarelor și a capului de broască. Astăzi, Adanson este cunoscut mai ales pentru folosirea metodelor statistice în studiile botanice.

## Onoruri (selecție)
- Membru al Académie des sciences (Academia franceză de științe) (1757)
- Membru al  Royal Society (1761)
- Cavaler al Legiunii de onoare (17 noiembrie 1804)

## Publicații (selecție)
- Cours d’histoire naturelle fait en 1772, 2 volume, Editura Payer, Paris 1844-45
- Histoire naturelle du Sénégal. Coquillages. Avec la relation abrégée d’un voyage fait en ce pays pendant les années 1749, 50, 51, 52 et 53,  Editura Claude-Jean-Baptiste Bauche,Paris 1757
- Lettre du duc de Noya-Caraffa, sur la tourmaline, à M. de Buffon, Paris 1759 (editat sub pseudonim)
- A voyage to Senegal, the isle of Goree, and the river Gambia, Editura J. Nourse și W. Johnston, Londra 1759
- Description d'un arbre d'un nouveau genre, appelé Baobab, observé au Sénégal, în: Mémoires de l'Académie Royale des Sciences, Paris 1761
- Méthode nouvelle pour apprendre à connaître les familles des plantes, Paris 1763
- Familles des plantes, 2 volume, Editura Vincent, Paris 1763
- Michael Adansons Nachricht von seiner Reise nach Senegal und in dem Innern des Landes, (Johann Christian Daniel Schreber (ed.), Editura  Siegfried Lebrecht Crusius, Leipzig, 1773
- Baobab, în: Encyclopédie, ou Dictionnaire raisonné, supplément, vol. 1, p. 796–801, Paris 1776
- Cours d'histoire naturelle fait en 1772 par Michel Adanson, vol. 2, Editura Fortin, Masson et Cie, Paris 1845